# Athyrma simplex
Athyrma simplex är en fjärilsart som beskrevs av Walter Karl Johann Roepke 1951. Athyrma simplex ingår i släktet Athyrma och familjen nattflyn. Inga underarter finns listade i Catalogue of Life.